# Edward Alsworth Ross
Pour les articles homonymes, voir Ross.
Edward Alsworth Ross, né le 12 décembre 1866 à Virden en Illinois et mort le 22 juillet 1951 à Madison (Wisconsin), est un sociologue, démographe et eugéniste américain. Il est considéré comme l'un des fondateurs de la sociologie.

## Biographie
Il obtient un BA a Coe College (en), et un Ph.D. à l'université Johns-Hopkins. En 1893 il devient professeur à l'université Stanford, fonction dont il est démis au cours de l'année 1900. Il a enseigné a l'université du Wisconsin à Madison de 1906 à 1937.

## Publications
- Social Control: A Survey of the Foundations of Order, [Contrôle social : une enquête sur les fondements de l'ordre], The Macmillan Company, 1901